# Diatesi circostanziale
La diatesi circostanziale (detta anche diatesi passiva circostanziale) è un tipo di diatesi che eleva un argomento obliquo di un verbo al ruolo di soggetto; il soggetto basilare può essere quindi espresso mediante un argomento obliquo. Una certa lingua può avere più diatesi circostanziali, ognuna delle quali eleva un differente argomento obliquo. La più comune diatesi circostanziale è la diatesi passiva, che eleva il paziente alla posizione di soggetto.
Le diatesi circostanziali sono concettualmente simili alla diatesi applicativa, che eleva un caso obliquo ad un oggetto diretto. Tuttavia, la diatesi applicativa può incrementare la valenza di un verbo intransitivo aggiungendo un oggetto diretto, mentre la diatesi circostanziale non può farlo.
La diatesi circostanziale è tipica della lingua malgascia.